# Tirza (roman)
Tirza is een roman van Arnon Grunberg. Het boek werd uitgegeven in september 2006 en is sindsdien vele malen herdrukt en bekroond met verschillende prijzen. De roman werd vertaald in 22 talen.
In 2010 werd Tirza door het Nationale Toneel op de planken gebracht en werd het boek verfilmd tot de gelijknamige bioscoopfilm.

## Verhaal
Jörgen Hofmeester, de hoofdpersoon van het verhaal, is een man van middelbare leeftijd die woont  in Amsterdam-Zuid, met uitzicht op het Vondelpark. Jörgens echtgenote is vertrokken, maar staat op een avond na drie jaar weer op de stoep. Zijn oudste dochter Ibi woont dan al enige tijd in Frankrijk en zijn tweede en jongste dochter Tirza staat op het punt het ouderlijk huis te verlaten, na haar zeer succesvolle eindexamen gymnasium.
Hofmeester is werkzaam geweest als redacteur vertaalde fictie, maar heeft in zijn carrière geen noemenswaardige auteurs ontdekt. Een maand voor Tirza haar eindexamen wordt hij zelfs door zijn werkgever op non-actief gesteld tot zijn pensioendatum; men heeft hem “niet meer nodig”. In plaats van zijn dagelijkse fietstocht naar de Herengracht, brengt hij zijn tijd door op de luchthaven Schiphol. Al zijn spaargeld is in rook opgegaan, nadat zijn hedgefonds is ingestort na de aanslagen op 11 september 2001. Jörgens enige trots en levenslicht is zijn jongste, hoogbegaafde dochter Tirza, wier geluk een obsessie vormt voor Hofmeester. Hij werd eerder al geconfronteerd met Tirza's eetstoornis, die het gevolg was van de obsessie van Jörgen. Verder voelt Jörgen zich gekwetst bij het zien van Tirza's vriendje Choukri, een Marokkaanse jongen die Jörgen Hofmeester sterk doet denken aan Mohammed Atta, een van de kapers bij de aanslagen van 11 september. Als Tirza na haar eindexamen met Choukri een reis door Afrika wil maken voelt Hofmeester dit als het begin van het einde, de epiloog van zijn overbodige leven.
Tirza accepteert een lift van haar vader naar het vliegveld van Frankfurt, waar hun rondreis door Afrika zal starten. Hofmeester rijdt met hen in zijn auto eerst naar zijn leegstaand ouderlijk huis in de Betuwe, waar ze gedrieën een weekend samen doorbrengen. Via de luchthaven van Frankfurt rijdt Jörgen terug naar Amsterdam. Als Hofmeester en zijn echtgenote enige tijd niets van Tirza en Choukri hebben gehoord vertrekt Jörgen naar Namibië om ze te gaan zoeken. Hij ontmoet er in de hoofdstad Windhoek het negenjarig meisje Kaisa en reist met haar steeds verder het land in. Als Jörgen het meisje zijn levensverhaal vertelt blijkt dat hij Tirza en haar vriend in het huisje in de Betuwe om het leven heeft gebracht en nu zelf in de Namibische woestijn wil “verdwijnen”. Vanwege Kaisa ziet hij daar op het laatste moment van af en na nog verder door het land te zijn gereisd keert hij uiteindelijk terug naar Amsterdam, Kaisa achterlatend in Namibië.

## Prijzen
- 2007 - De Gouden Uil Literatuurprijs
- 2007 - Libris Literatuur Prijs
- 2011 - KANTL-prijs (proza)

## Verfilming
De filmrechten van het verhaal werden verkocht aan Cedenza Films. De première van Tirza vond plaats bij de opening van het 30e Nederlands Film Festival op 22 september 2010. Sylvia Hoeks vertolkte de rol van Tirza en Gijs Scholten van Aschat nam de rol van Jörgen Hofmeester op zich. De film is niet chronologisch verteld, zoals het boek dat is. De drie delen lopen door elkaar heen.